# География Экваториальной Гвинеи

Рельеф Экваториальной Гвинеи

Республика Экваториальная Гвинея — государство в центральной Африке. Состоит из континентальной части (Рио-Муни), граничащей на севере с Камеруном, на востоке и юге — с Габоном, и на западе омывающейся Гвинейским заливом, а также островов Биоко (ранее назывался Фернандо-По и Масиас-Нгема-Бийого), Аннобон (ранее Пагалу), Кориско (ранее Мандьи), Большой Элобей, Малый Элобей и других.

## Состав островов
| № | Острова        | Площадь, км² | Население, чел. (2001) | Провинция                    | Координаты              |
| - | -------------- | ------------ | ---------------------- | ---------------------------- | ----------------------- |
| 1 | Биоко          | 2017         | 260 462                | Северный Биоко и Южный Биоко | 3°30′ с. ш. 8°42′ в. д. |
| 2 | Аннобон        | 17           | 5008                   | Аннобон                      | 1°25′ ю. ш. 5°38′ в. д. |
| 3 | Кориско        | 14           | 150                    | Литорал                      | 0°55′ с. ш. 9°20′ в. д. |
| 4 | Большой Элобей | 2,27         | Необитаем              | Литорал                      | 0°59′ с. ш. 9°30′ в. д. |
| 5 | Малый Элобей   | 0,19         | Необитаем              | Литорал                      | 1°00′ с. ш. 9°31′ в. д. |

Занимает площадь 28 051 км².
Общая длина государственной границы составляет 539 км, протяженность границ с Камеруном — 189 км, Габоном — 350 км.
Береговая линия: 296 км.
Самая высокая точка — Пико-Басиле на острове Биоко, высота 3008 м.
Климат: экваториальный.